# Broadway Jones
Broadway Jones is een Amerikaanse komische stomme film uit 1917, onder regie van Joseph Kaufman met in de hoofdrollen George M. Cohan en Marguerite Snow. Het scenario is gebaseerd op het gelijknamige toneelstuk van George M. Cohan. De film is wellicht zoekgeraakt.

## Verhaal
Broadway Jones (George M. Cohan) is zijn saaie baan in de kauwgomfabriek van zijn oom Andrew in Jonesville beu. Hij pakt  al het geld dat hij kan krijgen en vertrekt naar Broadway, waar hij door reclameman Robert Wallace wordt geïntroduceerd in het goede leven. Broadway geraakt uiteindelijk blut en besluit om te trouwen met Mrs. Gerard, een rijke, oude weduwe.
Wanneer zijn oom ziek wordt, komt diens secretaresse Josie Richards (Marguerite Snow) hem zoeken in New York. Broadway realiseert zich dat hij verliefd is op Josie, maar de aanwezigheid van Mrs. Gerard drijft het meisje terug naar Jonesville.
Net als Josie vertrekt, krijgt hij te horen dat zijn oom overleden is en hem het bedrijf heeft nagelaten. Broadway krijgt een royaal aanbod om het bedrijf te verkopen, maar uit bezorgdheid om het welzijn van zijn werknemers weigert hij het aanbod en keert hij terug naar Jonesville, waar hij Josie een aanzoek doet.

## Rolverdeling
| Acteur          | Personage      | Opmerkingen       |
| --------------- | -------------- | ----------------- |
| George M. Cohan | Broadway Jones |                   |
| Marguerite Snow | Josie Richards |                   |
| Russell Bassett | Andrew Jones   |                   |
| Crauford Kent   | Robert Wallace | als Crawford Kent |
| Ida Darling     | Mrs. Gerard    |                   |